# Kim piszoga ve kurolkka
A Kim piszoga ve kurolkka (hangul: 김비서가 왜 그럴까, RR: Kim biseoga wae geureolkka), angol címén What's Wrong with Secretary Kim, egy 2018-ban bemutatott dél-koreai televíziós sorozat, melyet a tvN csatorna vetített Pak Szodzsun (Park Seo-joon) és Pak Minjong (Park Min-young) főszereplésével.

## Szereplők
- Pak Szodzsun (Park Seo-joon) (박서준): I Jongdzsun (이영준, Lee Young-joon)
- Pak Minjong (Park Min-young) (박민영): Kim Miszo (김미소, Kim Mi-so)

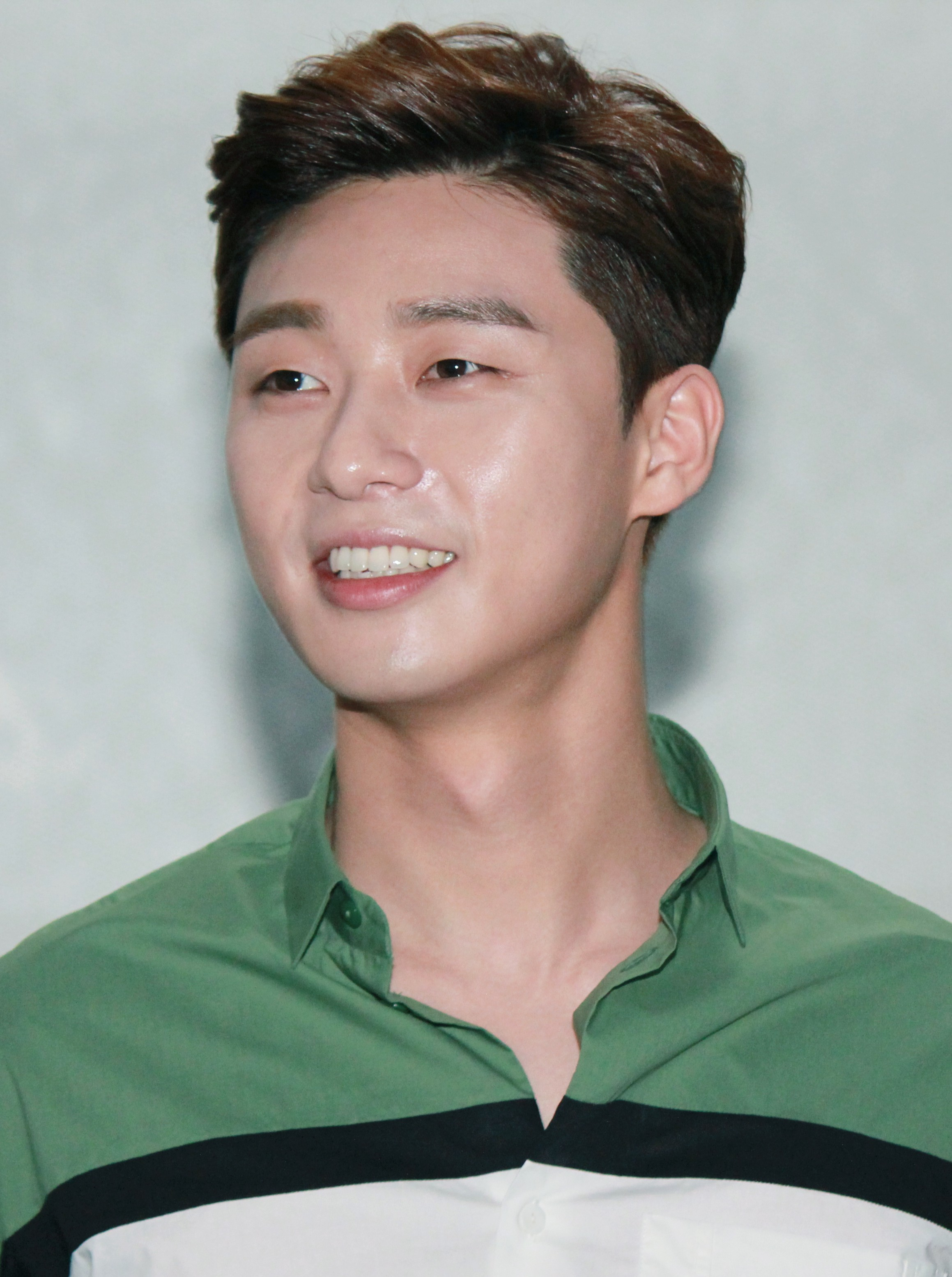
Pak Szodzsun (Park Seo-joon)
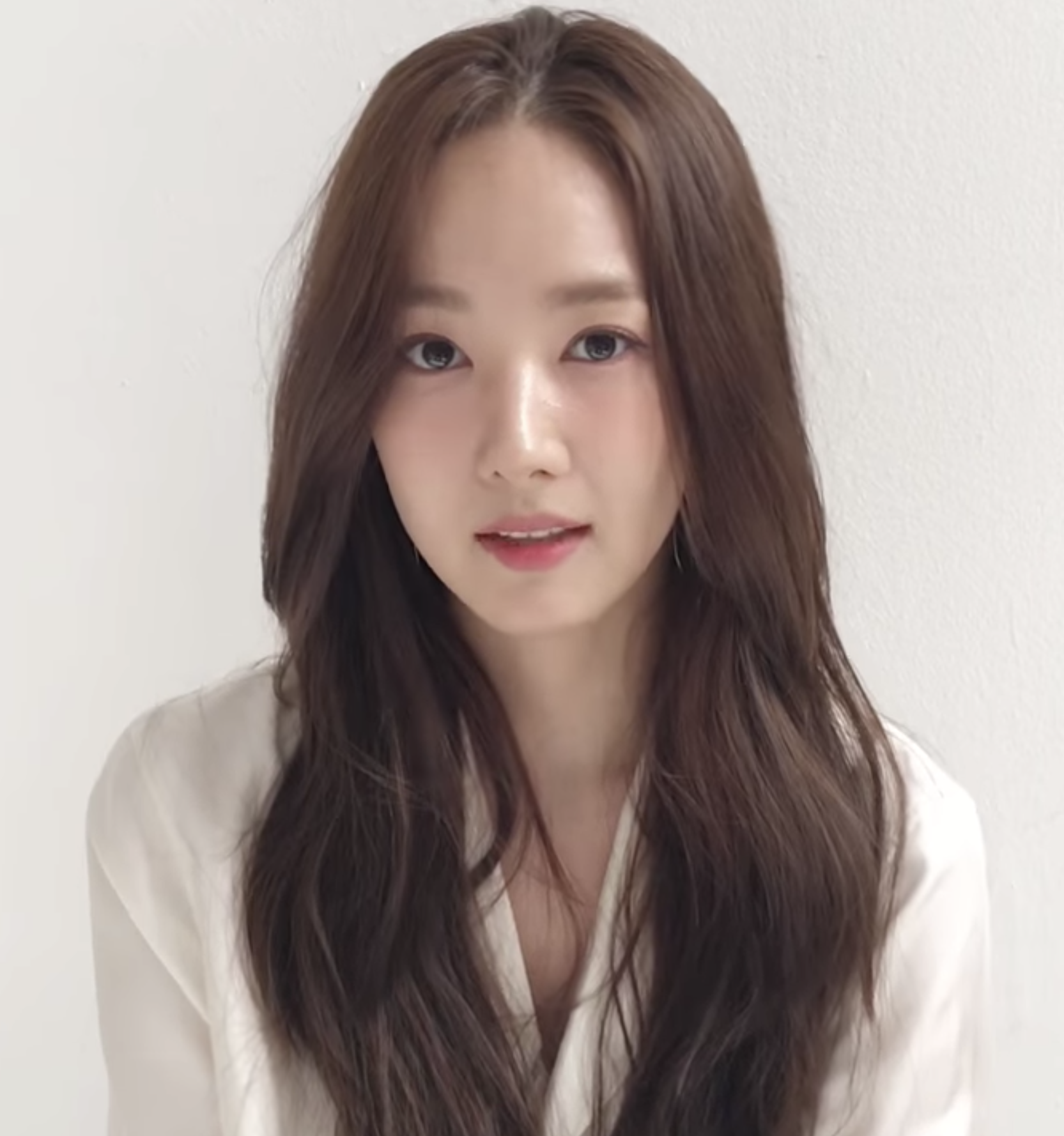
Pak Minjong (Park Min-young)